# Château Cheval Blanc
Pour les articles homonymes, voir Cheval blanc.
Le château Cheval Blanc est un domaine viticole situé à Saint-Émilion en Gironde. En AOC saint-émilion grand cru, il est l'un des quatre domaines, avec le château Ausone, le château Pavie et le château Angélus, à avoir été classé premier grand cru classé A dans le classements des vins de Saint-Émilion de 2012. Le domaine décide de sortir de ce classement en 2022.

## Histoire du domaine
Le vignoble est la propriété de la famille Fourcaud-Laussac pendant plus de 150 ans.
Pierre Lurton devient directeur du domaine en 1990.
En 1998, le domaine est racheté par le Belge Albert Frère et Bernard Arnault et administré par Pierre Lurton (qui dirige également château d'Yquem).
Depuis 1998, le château Cheval Blanc s'est associé avec le domaine argentin Terrazas de los Andes, appartenant également au groupe LVMH, pour créer Cheval des Andes à partir de cépages cabernet et malbec. En 2012, Bernard Arnault décide de créer une marque d'hôtels haut de gamme reprenant la dénomination,.
En 2008, Pierre-Olivier Clouet est nommé directeur technique. Il remplace Pierre Lurton à la direction générale en 2023, ce dernier devenant président du conseil de gérance.

## Terroir

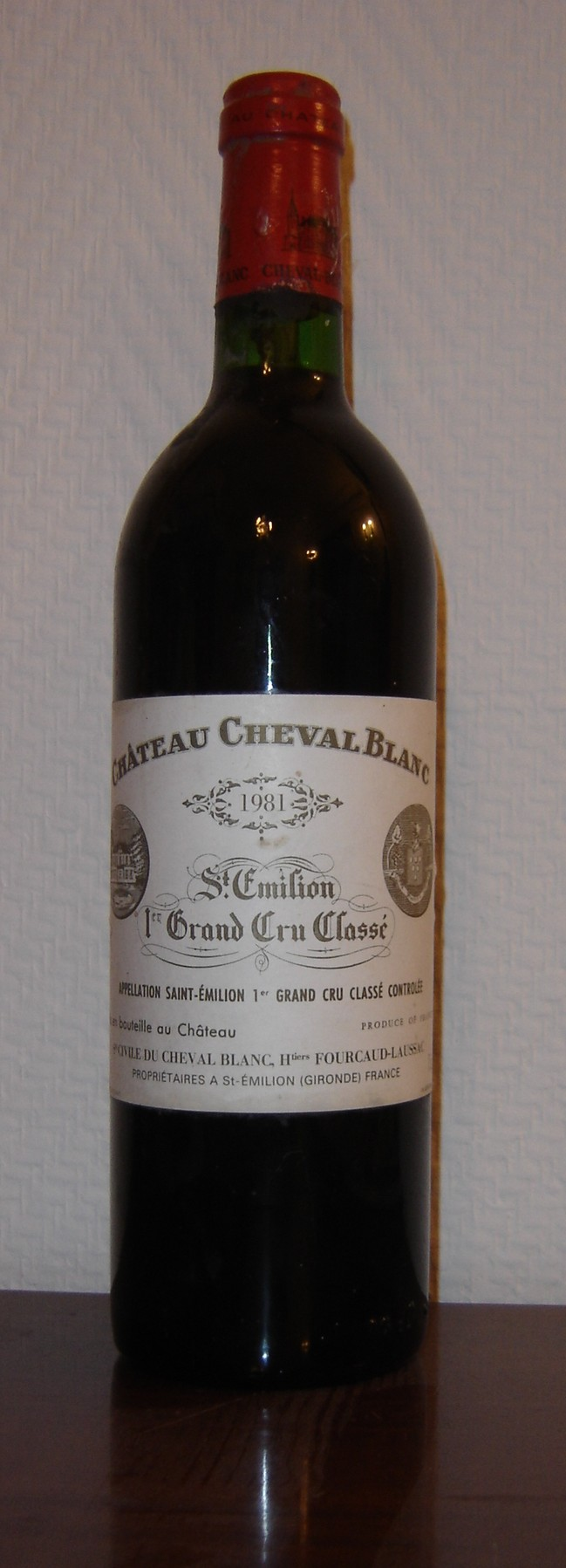
Une bouteille de Cheval Blanc 1981.

Le domaine de Cheval Blanc est à la limite de Pomerol, ainsi le sol du vignoble possède une importante proportion de graves sur un sous-sol d'alluvions du quaternaire. L'encépagement du Cheval Blanc est composé à 52 % de cabernet franc, à 43 % de merlot et à 5 % de cabernet sauvignon, ce qui est assez rare pour un saint-émilion.

## Vins
En plus du premier vin, le domaine viticole produit également un second vin appelé « Le Petit Cheval ».

### Dans la culture populaire
- Au cinéma, Cheval Blanc est cité dans les films suivants :
  - Les Couloirs du temps : Les Visiteurs 2 de Jean-Marie Poiré (1998) : Cheval Blanc 1961
  - Sideways d'Alexander Payne (2004) : une bouteille de Cheval Blanc 1961 tient un rôle important dans le film
  - Ratatouille de Brad Bird (2007) : Cheval Blanc 1947
  - Angel-A de Luc Besson (2005)
  - Il était une fois, une fois de Christian Merret-Palmair (2012)
  - Comme un chef de Daniel Cohen (2012) : Cheval Blanc 1961
  - Le Prénom de Matthieu Delaporte et Alexandre de La Patellière (2012) : Cheval Blanc 1985
  - Vampire Diaries (saison 7, épisode 4) : Cheval Blanc 1950
  - Queer as folk (saison 1, épisode 5) : Cheval Blanc 1997
  - Les Gouttes de Dieu (saison 1, épisode 3) de  Quoc Dang Tran (2023) : Cheval Blanc 1999